# Liste der Baudenkmäler im Kölner Stadtteil Mauenheim
Die folgende Liste enthält die in der Denkmalliste ausgewiesenen Baudenkmäler auf dem Gebiet des Stadtteils Köln-Mauenheim, Stadtbezirk Köln-Nippes, Nordrhein-Westfalen.
Hinweis: Die Reihenfolge der Baudenkmäler in dieser Liste orientiert sich an den Straßennamen und ist alternativ nach Hausnummern, Denkmallistennummer oder Bezeichnung sortierbar.
Basis ist die offizielle Kölner Denkmalliste (Stand: 16. August 2012), die Baudenkmäler und Denkmalbereiche auflistet. Dabei kann es sich beispielsweise um Sakralbauten, Wohn- und Fachwerkhäuser, historische Gutshöfe und Adelsbauten, Industrieanlagen, Wegekreuze und andere Kleindenkmäler sowie Grabmale und Grabstätten, die eine besondere Bedeutung für die Geschichte Kölns haben, handeln. Grundlage für die Aufnahme in die offiziellen Denkmallisten ist das Denkmalschutzgesetz Nordrhein Westfalens.

| Bild                           | Bezeichnung                               | Lage | Beschreibung                                       | Bauzeit   | Einge- tragen seit | Denk- mal- nr. |
| ------------------------------ | ----------------------------------------- | --- | -------------------------------------------------- | --------- | ------------------ | -------------- |
| Fotos hochladen                | Kiosk                                     | Mauenheim Friedrich-Karl-Straße vor Nr. 25 Karte                                                                                  |                                                    |           | 22. Dezember 1989  | 5422           |
| weitere Bilder Fotos hochladen | Siedlung Grüner Hof                       | Mauenheim Grüner Hof 1-39, Merheimer Str. 442-460, Neusser Str. 491-507, Theklastr. 1 u. 29, Friedrich-Karl-Str. 1, 5 u. 25 Karte | Architekten: Wilhelm Riphahn und Caspar Maria Grod | 1922–1924 | 31. Dezember 2010  | 8722           |
| Fotos hochladen                | Hochbunker                                | Mauenheim zwischen Grüner Hof 12-18 und Neusser Str. 499-505 Karte                                                                |                                                    |           | 27. November 1995  | 7680           |
| Fotos hochladen                | Wohn- und Geschäftshaus                   | Mauenheim Merheimer Str. 390 Karte                                                                                                |                                                    |           | 1. Juli 1980       | 441            |
| Fotos hochladen                | Wohn- und Geschäftshaus                   | Mauenheim Merheimer Str. 392 Karte                                                                                                |                                                    |           | 27. Mai 1998       | 8321           |
| Fotos hochladen                | Wohn- und Geschäftshaus                   | Mauenheim Merheimer Str. 440 Karte                                                                                                |                                                    |           | 5. Juli 1994       | 7167           |
| Fotos hochladen                | Gemeinschaftsgrundschule Nibelungenstraße | Mauenheim Nibelungenstr. 50a Karte                                                                                                |                                                    |           | 31. August 1999    | 8417           |